# Johann Dendl
Johann Dendl (* 24. November 1892 in Teisbach, Stadt Dingolfing; † im 20. Jahrhundert) war ein deutscher Verwaltungsjurist, Landrat und Verwaltungsrichter.

## Leben
Johann Dendl absolvierte ein Studium der Rechtswissenschaften an der Julius-Maximilians-Universität Würzburg, das er 1917 mit der ersten juristischen Staatsprüfung abschloss. Nach dem dreijährigen Vorbereitungsdienst (Referendariat) legte er das Große juristische Staatsexamen ab. Er erhielt eine Anstellung als Regierungsassessor. Später wurde er Bezirksamtmann im Bezirksamt Vilshofen. 1934 wurde er zum Regierungsrat ernannt und war beim Bezirksamt Marktheidenfeld beschäftigt. Zum Jahresanfang 1940 wechselte er zum Landratsamt Hammelburg. Bereits drei Monate später wurde er mit der kommissarischen Wahrnehmung der Geschäfte des Landrats in Karlstadt beauftragt und am 1. April 1941 definitiv zum Landrat in Karlstadt ernannt. Dieses Amt übte er bis zum Kriegsende im Mai 1945 aus.
Dendl war zum 1. Mai 1935 in die NSDAP eingetreten (Mitgliedsnummer 3.652.604). Die Quellenlage gibt keine Aufschlüsse über ein Entnazifizierungsverfahren. Es ist jedoch davon auszugehen, dass ein solches Verfahren durchgeführt wurde. 1948 wurde er wieder in den bayerischen Staatsdienst eingestellt. Dabei war Voraussetzung, dass er durch eine Spruchkammer als Mitläufer eingestuft wurde. 
Dendl war zuletzt Verwaltungsgerichtsdirektor beim Verwaltungsgericht Bayreuth und wurde dort zum 1. Dezember 1957 in den Ruhestand verabschiedet.